# Cryphia literata
Cryphia literata är en fjärilsart som beskrevs av Moore 1881. Cryphia literata ingår i släktet Cryphia och familjen nattflyn. Inga underarter finns listade i Catalogue of Life.